# Флотаційна машина типу «Апатит»

Схема флотаційної машини типу «Апатит» (а — розріз; б — аератор)
1 — камера; 2 — повітряно-водні аератори; 3 — пінознімачі; 4 — концентратний жолоб; 5 — водний колектор; 6 — повітряний колектор; 7 — розподільна головка з отворами; 8 — дифузор; 9 — камера змішування; 10 — корпус;
11 — приймальна камера; 12 — робоче сопло; 13 — штуцер для підводу повітря; 14 — штуцер для підводу води.

Флотаційна машина типу «Апатит» (Росія) — пневмогідравлічна флотаційна машина, призначена для збагачення апатито-нефелінових руд з великим виходом пінного продукту.
Машина складається з прямокутної камери 1, у днищі якої (вздовж подовжньої осі) змонтовані три ряди повітряно-водяних аераторів 2. У верхній частині камери розташовані пінознімачі 3 (чотири ряди) для переміщення піни до розвантажувальних бортів по обидва боки машини.
Стиснене повітря і чиста вода подаються в повітряно-водний аератор під тиском 2,5×105 – 3,5×105 Па у співвідношенні 15 : 1. Диспергування повітря здійснюється при русі суміші через калібровані отвори розподільної головки після виходу з аератора. Розмір каліброваних отворів розподільної головки становить 1,5 мм, а середня крупність повітряних бульбашок — 1,2—1,5 мм.